# Eumyias panayensis
El papamoscas isleño (Eumyias panayensis) es una especie de ave paseriforme de la familia Muscicapidae propia de las islas Filipinas, Célebes y Molucas. Su hábitat natural son los bosques húmedos tropicales de montaña.

## Taxonomía
El papamoscas isleño fue descrito científicamente en 1877 por el zoólogo inglés Richard Bowdler Sharpe.
Se reconocen siete subespecies:
- E. p. harterti (van Oort, 1911) - se encuentra en la isla de Ceram (en el sur de las Molucas);
- E. p. meridionalis (Büttikofer, 1893) - endémica del sur de Célebes;
- E. p. nigriloris (Hartert, 1904) - presente del sur de Filipinas;
- E. p. nigrimentalis (Ogilvie-Grant, 1894) - localizada en el norte de Filipinas;
- E. p. obiensis (Hartert, 1912) - localizada en las islas Obi (en las Molucas centrales);
- E. p. panayensis Sharpe, 1877 - se encuentra en el oeste central de Filipinas;
- E. p. septentrionalis (Büttikofer, 1893) - presente en el norte y el centro de Célebes y las islas Sula.